# 裴伯茂
裴 伯茂（はい はくぼう、497年頃 - 535年頃）は、北魏から東魏にかけての文人・軍人。本貫は河東郡聞喜県。

## 経歴
司空中郎の裴叔義（裴仲規の弟）の次男として生まれた。伯父の裴仲規の後を嗣いだ。若くして広く書物を読み、文才に富んでいた。奉朝請を初任とした。524年（正光5年）、京兆王元継が莫折天生（莫折念生の弟）の乱を討つべく関西に出征すると、伯茂は大将軍鎧曹参軍として従軍した。526年（孝昌2年）、絳蜀の陳双熾が反乱を起こすと、伯茂は長孫稚の下で行台郎中として従軍し、反乱軍を討った。長孫稚が洛陽に凱旋すると、伯茂は知行台事として関西に留まった。527年（孝昌3年）、薛鳳賢らの乱を討って、功績により平陽伯に封じられた。散騎常侍の位を受け、典起居注をつとめた。532年（太昌元年）、中書侍郎となった。永熙年間、広平王元賛の下で文学をつとめ、後に中軍大将軍の号を加えられた。
伯茂は飲酒を好んで、態度が踞傲であり、長らく出世できなかったことから、「豁情賦」を作って無聊を慰めた。534年（天平元年）、東魏が建国されて、洛陽から鄴に遷都されると、伯茂は「遷都賦」を作った。
535年（天平2年）、伯茂は宮中の宴において殿中尚書の章武王元景哲（元融の子）を侮辱したため、拘禁されたが、罪には問われなかった。伯茂は兄の裴景融が貧困に陥ったとき、援助しようとしなかったため、当時の世間に薄情とみなされた。『晋書』の編纂を志したが、完成できないまま、39歳で死去した。散騎常侍・衛将軍・度支尚書・雍州刺史の位を追贈された。さらに吏部尚書の位を贈られた。諡は文といった。
子がなく、兄の裴景融の次男の裴孝才が後を嗣いだ。

## 伝記資料
- 『魏書』巻85 列伝第73
- 『北史』巻38 列伝第26